# Dhar
Dhar – miasto w Indiach, w stanie Madhya Pradesh. W 2011 roku liczyło 93 917 mieszkańców.